# Conflit (film, 1936)
Pour les articles homonymes, voir Conflit.
Pour plus de détails, voir Fiche technique et Distribution.
Conflit (Conflict) est un film américain réalisé par David Howard, sorti en 1936.

## Synopsis
Pat Glendon et Gus Carrigan font des combats de boxe truqués et partagent les bénéfices des paris avec le truand Sam Stubener. Pat et Spider Welsh, un membre du gang de Sam Stubener, sont envoyés dans un camp de bûcherons situé dans les territoires du Nord-Ouest, dans le but de préparer le terrain à une nouvelle arnaque. Mais Pat rencontre Maude Sangster, en fait une journaliste de San Francisco qui enquête sur Stubener, et Tommy, un jeune garçon, et retrouver finalement sa fierté en battant Carrigan à la loyale.

## Fiche technique
- Titre original : Conflict
- Titre français : Conflit
- Réalisation : David Howard
- Scénario : Charles Logue et Walter Weems, d'après le roman La Brute des cavernes (The Abysmal Brute) de Jack London
- Direction artistique : E. R. Hickson
- Photographie : Archie Stout
- Son : T.T. Triplett
- Montage : Jack Ogilvie, Erma Horsley
- Musique : Howard Jackson, Charles Previn
- Production associée : Paul Malvern
- Production : Trem Carr
- Société de production : Universal Pictures
- Société de distribution : Universal Pictures
- Pays d'origine :  États-Unis
- Langue originale : anglais
- Format : noir et blanc — 35 mm — 1,37:1 — son Mono (RCA Sound System)
- Genre : drame
- Durée : 60 minutes
- Date de sortie :
  - États-Unis : 29 novembre 1936

## Distribution
- John Wayne : Pat Glendon
- Jean Rogers : Maude Sangster
- Ward Bond : Gus "Knockout" Carrigan
- Tommy Bupp : Tommy
- Bryant Washburn : le rédacteur en chef
- Frank Sheridan : Sam Stubener
- Harry Woods : "Ruffhouse" Kelly
- Margaret Mann : "Ma" Blake
- Eddie Borden (en) : "Spider" Welsh
- Frank Hagney : Mike Malone
- Lloyd Ingraham : Adams